# Allan Maclean de Torloisk
Pour les articles homonymes, voir Allan Maclean et Maclean.
Allan Maclean de Torloisk  né en 1725 sur l'Île de Mull dans la région d'Argyll en Écosse et mort le 18 février 1798 à Londres est un jacobite général de l'armée britannique.  Il est surtout connu pour avoir dirigé le 84e Régiment de fantassins (Royal Highland Emigrants) dans la Bataille de Québec.

## Biographie
Un certain nombre d'officiers et soldats de son régiment s'installe à St John's sur Ile-du-Prince-Edouard. Bien que Maclean a également reçu plus tard une concession de terre sur l'île avec plusieurs autres Maclean, il n'y a aucune trace de lui.
En 1765, il s'installe à Paris où il a engendré un fils hors mariage, et a été recruté par la East India Company. De retour en Angleterre, Allan a commencé à fréquenter Janet Maclean à Glasgow  qu'il avait rencontré plus tôt, et qui est venu à Londres pour se rapprocher de lui. À ce moment, il est également engagé dans l'écriture de lettres signées « Junius » parues dans le public Advertiser, prônant la liberté de la presse. Le 4 février 1771 il tue Janet à l'Monkwell Presbyterian Meeting House si elle était la moitié de son âge, qui comprenait un piper, à l'époque encore interdite à Londres. Le 25 mai de l'année suivante, il a été nommé un lieutenant-colonel de l'armée avec plein traitement d'une livre par jour, mais n'a pas assigné un bataillon, de sorte n'avait pas de tâches à effectuer. Peu de temps avant que son grand frère Lauchlin a été nommé Commissaire général de l'armée en Bengal, et n'a quitté l'Angleterre avec son autre frère Harry qui avait été embauchée comme secrétaire au bureau de la Compagnie des Indes, à Calcutta. Allan avait été proche avec les deux, mais était encore impliqué avec Lauchlin les jacobites, et cette association pourrait nuire à sa carrière. En ce moment un fils adolescent de Janet's second mariage du père est venu habiter avec eux et, puisqu'ils n'avaient pas été en mesure de concevoir un enfant de leur propre, Allen a révélé son fils en France, et Janet a décidé de favoriser l'enfant de neuf ans. Voulant revenir au service actif, il a finalement obtenu une audience avec le secrétaire à la guerre, William Barrington, qui a refusé sa démission pour lui permettre de rejoindre la East India Company, parce que le ministère public avait besoin d'officiers d'expérience dans les colonies américaines où les troubles prévue au cours de les Townshend Acts et la Stamp Act.

## Lectures
- Private archives, J.N.M. Maclean of Glensanda, the younger (Edinburgh), Torloisk mss and transcripts. G.B.,
- Board of Trade, JTP, 1764–67, 404–14.
- Boatner, Encyclopedia of American revolution. DNB.
- Gentleman’s Magazine, 1798, 354–55. G.B.,
- WO, Army list, 1756–84., National Archives, Kew, London
- J. N. M. Maclean, Reward is secondary; the life of a political adventurer and an inquiry into the mystery of ‘Junius’ (London, 1963).
- John Patterson MacLean, An historical account of the settlements of Scotch Highlanders in America prior to the peace of 1783 . . . (Cleveland, Ohio, and Glasgow, 1900; repr. Baltimore, Md., 1968);
- Renaissance of the clan Maclean . . . (Columbus, Ohio, 1913).
- G. F. G. Stanley, Canada invaded, 1775–1776 (Toronto, 1973).
- John F. Röche,  Quebec Under Siege, 1775–1776: The "Memorandums" of Jacob Danford, Canadian Historical Review, University of Toronto Press, Volume 50, Number 1 / 1969, pp. 68–85
- Mary Beacock Fryer (1996) Allan Maclean, Jacobite General: the life of an eighteenth century career soldier